# Powell Butte
Powell Butte az Amerikai Egyesült Államok északnyugati részén, Oregon állam Crook megyéjében, az Oregon Route 126 mentén elhelyezkedő önkormányzat nélküli település.
Nevét a Powell-tanúhegységről kapta. A posta 1909-ben nyílt meg.

## Éghajlat
A település éghajlata mediterrán (a Köppen-skála szerint Csb).

## Nevezetes személyek
- Marcus Borg, teológus[5]
- Mike McLane, bíró, politikus[6]

## Fordítás
- Ez a szócikk részben vagy egészben  a   Powell Butte, Oregon című angol Wikipédia-szócikk ezen változatának fordításán alapul.  Az eredeti cikk szerkesztőit annak laptörténete sorolja fel. Ez a jelzés csupán a megfogalmazás eredetét és a szerzői jogokat jelzi, nem szolgál a cikkben szereplő információk forrásmegjelöléseként.